# Антоніо Темпестіллі
Антоніо Темпестіллі (італ. Antonio Tempestilli, нар. 8 жовтня 1959, Камплі) — італійський футболіст, що грав на позиції захисника, зокрема, за клуби «Комо» та «Рома».
Володар Кубка Італії. 

## Ігрова кар'єра
Народився 8 жовтня 1959 року в місті Камплі. Вихованець юнацьких команд футбольних клубів «Тор ді Квінто» і «Банко ді Рома».
У дорослому футболі дебютував 1978 року виступами за основну команду «Банко ді Рома», у складі якої провів два сезони у Серії C2.
1980 року молодого захисника запросив до своїх лав вищоліговий «Інтернаціонале». Провівши протягом сезону п'ять матчів за міланську команду в італійській першості, влітку 1981 року перейшов до «Комо», команда яого на той час балансувала між найвищим дивізіоном і Серією B. Відіграв за команду з Комо шість сезонів своєї ігрової кар'єри, з них чотири — у Серії A. Більшість часу, проведеного у складі «Комо», був основним гравцем захисту команди.
Влітку 1987 року за два мільярди лір перейшов до столичної «Роми», за яку відіграв наступні 5 сезонів. Граючи у складі «вовків», також здебільшого виходив на поле в основному складі команди. 1991 року здобув свій єдиний великий трофей, ставши переможцем тогорічного розіграшу Кубка Італії. Завершив професійну кар'єру футболіста виступами за команду «Рома» у 1992 році.

## Кар'єра тренера
У середині 1990-х працював тренером однієї з юнацьких команд у клубній структурі «Роми».

## Титули і досягнення
- Володар Кубка Італії (1):

«Рома»: 1990-1991